# Муравьёвский заказник (Украина)
Муравьёвский заказник — ландшафтный заказник общегосударственного значения, расположенный на крайнем севере Новгород-Северского района (Черниговская область, Украина). Заказник создан 10 сентября 2019 года. Площадь — 1 095,6832 га.

## История
Был создан Указом Президента Украины от 10.09.2019 года № 679/2019.

## Описание
Заказник расположен в пойме (левый берег) реки Десна на территории Гремячского и Камянско-Слободского сельсоветов вне границ населённых пунктов: западнее административной границы Черниговской области с Сумской областью. В состав заказника вошли 721,2832 га земель запаса с/х предназначения и 374,4 га земель запаса лесохозяйственного предназначения и водного фонда. Восточнее примыкает Деснянско-Старогутский национальный природный парк.
Ближайший населённый пункт — село Гремяч и Каменская Слобода Новгород-Северского района Черниговской области Украины, город — Новгород-Северский.

## Природа
Природный комплекс включает виды, занесённые в Красную книгу Украины: болотноцветник щитолистный (Nymphoides peltata), ирис сибирский (Iris sibirica), ива Штарке (Sálix starkeána), чёрный аист (Ciconia nigra), чёрный коршун (Milvus migrans), кулик-сорока (Haematopus ostralegus).